# Колоннелла
Колоннелла (італ. Colonnella) — муніципалітет в Італії, у регіоні Абруццо,  провінція Терамо.
Колоннелла розташована на відстані близько 160 км на північний схід від Рима, 70 км на північний схід від Л'Аквіли, 26 км на північний схід від Терамо.
Населення — 3726 осіб (2014).
Щорічний фестиваль відбувається 8 травня. Покровитель — святий Михайло.

## Демографія
Населення за роками:

Станом на 1 січня 2023 року в муніципалітеті офіційно проживали 342 іноземці з 39 країн, серед них 69 громадян країн Євросоюзу та 11 громадян України.

## Сусідні муніципалітети
- Альба-Адріатіка
- Контрогуерра
- Коррополі
- Мартінсікуро
- Монтепрандоне